# Thomas Maier (Fußballspieler)
Thomas Maier (* 18. April 1998 in Bruck an der Mur) ist ein österreichischer Fußballspieler.

## Karriere
Maier begann seine Vereinskarriere im Februar 2005 beim SVA Kindberg, ehe er im Sommer 2006 in die Nachwuchsabteilung der Kapfenberger SV wechselte. 2014 spielte er erstmals für die zweite Mannschaft in der Regionalliga. Sein Profidebüt gab er am 3. Spieltag 2015/16 gegen den FC Liefering. Zur Saison 2019/20 wechselte er zum Regionalligisten SC Wiener Viktoria. In zwei Jahren bei der Viktoria kam er zu 22 Einsätzen in der Regionalliga, in denen er drei Tore machte.
Zur Saison 2021/22 wechselte er zum viertklassigen DSV Leoben. In der Saison 2021/22 absolvierte er 20 Partien in der Landesliga und stieg mit dem DSV in die Regionalliga auf. In der Saison 2022/23 absolvierte er dann 23 Regionalligapartien und schaffte mit den Leobnern den Durchmarsch in die 2. Liga. Nach acht Einsätzen bis zur Winterpause 2023/24 wechselte er im Jänner 2024 zum viertklassigen SV Tillmitsch. Für Tillmitsch absolvierte er sieben Spiele in der Landesliga.
Zur Saison 2024/25 kehrte er zum mittlerweile wieder drittklassigen DSV Leoben zurück. Für Leoben absolvierte er 15 Regionalligapartien, verließ den finanziell schwer angeschlagenen Klub und in einem Konkursverfahren befindenden Verein im Februar 2025 zum Zweitligisten Kapfenberger SV.

## Persönliches
Sein Vater ist der ehemalige Fußballspieler und aktuelle -trainer Karl Maier (* 1969).